# Sodore (volcan)
Pour les articles homonymes, voir Sodore.
Le Sodore est un ensemble de cônes volcaniques d'Éthiopie.